# 柔弱方秆蕨
柔弱方秆蕨（学名：Glaphyropteridopsis mollis），为金星蕨科方秆蕨属下的一个植物种。其种加词“mollis ”意为“柔软的”。